# Oktiabrsk
Oktyabrsk é uma cidade no Oblast de Samara, Rússia. Uma cidade de importância regional, forma o distrito urbano de Oktyabrsk. Está localizado na margem direita do Volga (reservatório de Saratov), a 165 km do centro regional da cidade de Samara.

### História
A partir do final do século XVII, surgiram assentamentos no território da cidade moderna, inclusive em 1684 - Gorodishche (Voznesenskoye, Kostychi, Starye Kostychi) como uma das fortalezas na linha de entalhe de Syzran, para proteger contra os ataques dos Nogais da região do Volga.
Em 1704 - Batraks para manutenção da travessia e transporte do Volga.
Em 1780, quando a vice-regência de Simbirsk foi criada, a aldeia de Voznesenskoye Gorodishchi e Kostychi também, perto do rio Volga, camponeses latifundiários, tornaram-se parte do distrito de Syzran.
Em 1859, a vila de Batrak fazia parte do 1º stan do distrito de Syzran da província de Simbirsk.
Em 1875, perto da vila de Batraki, de acordo com o projeto do famoso engenheiro químico Alexander Letny, foram construídas as instalações de produção da primeira usina de asfalto da Rússia. Em 30 de julho de 1882, a Carta da Sociedade da Indústria de Asfalto e Mineração de Syzran-Pechersk foi aprovada pela Suprema Autoridade. O asfalto foi exportado para São Petersburgo, Moscou (inclusive para a construção de calçadas perto da Catedral de Cristo Salvador) e outras cidades russas. Por sua excelente qualidade, o asfalto com o selo "Br. Voeikovy. Syzran" em 1878 recebeu uma medalha na Exposição Mundial de Paris, e em 1882 - "ouro" em Moscou. Se na década de 1860 o asfalto era importado do exterior para a Rússia, e essa importação crescia constantemente, a partir de meados dos anos 70, o asfalto Syzran sem a ajuda de taxas alfandegárias substituiu o asfalto estrangeiro.
Em 1880, foi fundada a vila de Pravaya Volga, fundada pelos construtores da Ponte Ferroviária Alexander sobre o Volga (agora a Ponte Syzran); em 1882 era um assentamento (quartel) dos trabalhadores da Usina de Asfalto de Pechersk, a 4 km da ponte (desde 1925 - a vila operária de Pervomaisky.
Em 1880, no território da moderna cidade de Oktyabrsk (18 km acima de Syzran), foi inaugurada a Ponte Syzran (Alexander) sobre o Volga - a maior da Europa no século XIX.
Em 1942, com base nos assentamentos operários de Batraki, Right Volga, Pervomaisk e na aldeia de Kostychi, foi criado o distrito de Oktyabrsky da cidade de Syzran. Pelo Decreto do Presidium do Soviete Supremo da RSFSR nº 742/19 de 7 de agosto de 1956, o distrito de Oktyabrsky de Syzran foi transformado na cidade de subordinação regional Oktyabrsk.

### Educação
O sistema educacional do distrito urbano inclui 8 instituições educacionais: 6 instituições estaduais de educação geral orçamentária, 1 instituição estadual estadual de educação especial para crianças e adolescentes com comportamento desviante - uma escola especial de educação geral, 1 profissional estadual orçamentário SBPOU "Escola Técnica Oktyabrsky de Construção e Tecnologias de Serviços em homenagem a V. G. Kubasov".

### Cultura

#### Museu Oktyabrsk-on-Volga
O Museu de Folclore Local de Oktyabrsk foi fundado em 1985. O museu está localizado no prédio de madeira da antiga estação de passageiros de Batraki, construída na década de 1890. A exposição permanente da história local está localizada em sete salas. Há um showroom. O museu é um participante ativo na vida social da cidade, cujo evento mais notável é o festival "Bridge".

#### Templos
A Igreja do Ícone da Mãe de Deus de Smolensk é uma igreja ortodoxa construída no microdistrito de Kostychi em 1993.
A paróquia ortodoxa da Ascensão do Senhor foi registrada em 1996 e, nos anos 2000, começou a construção do prédio da igreja.

### Símbolos
O brasão de armas de Oktyabrsk é o seguinte: O escudo heráldico é cruzado, no topo em um campo azul há três montanhas verdes, na parte inferior em um campo prateado há um cinturão azul anti-lascado alargado, sobrecarregado com uma roda dourada com oito raios.
A bandeira de Oktyabrsk é um pano retangular dividido em duas listras horizontais de igual largura, reproduzindo a composição heráldica do brasão de armas da cidade de Oktyabrsk: azul com a imagem de três montanhas verdes, branco com a imagem de sete ondas pontiagudas azuis e, no centro desta faixa, uma roda amarelo-ouro.

### Transporte
Estação ferroviária de Oktyabrsk (até 1963 Batraki) da Ferrovia Kuibyshev (linha Samara-Syzran) 18 km a leste de Syzran (trens elétricos para Samara), com transbordo de mercadorias do Volga para a ferrovia e vice-versa.
Por muito tempo, a contagem regressiva das distâncias na ferrovia na região de Samara partiu da estação de Batraki. A primeira ferrovia da região foi a Ferrovia Morshano-Syzran, construída em 1874. Em 1877, a estrada foi estendida no trecho Syzran - Batraki - Kinel, com uma travessia sobre o Volga em Batraki, onde a balsa de passageiros, carga e bagagem foi estabelecida no verão em navios a vapor e no inverno em trenós no gelo.

### Comunicações

#### Televisão
Em 08.05.2009 foram colocados em funcionamento os seguintes transmissores:
- 35 TVK - Canal Um. 50 watts, 30 metros,
- 45 TVK — Russia-1 / GTRK Samara. 50 watts, 30 metros.

Também na cidade é possível receber canais de TV e estações de rádio das vizinhas Samara, Togliatti, Syzran e Novokuybyshevsk.
Radiodifusão

Desde 08.05.2009, a Rádio Rossii transmite de seu próprio repetidor na frequência de 100,4 MHz, a potência do transmissor é de 10 watts.
1. ↑  «Симбирская губерния 1859 г. Названия населенных мест / № 1422 - д. Батрак». archeo73.ru. 15 de agosto de 2020. Consultado em 24 de agosto de 2020
2. ↑  «Иудейская смола и самарские дороги». Urator. 14 de agosto de 2023
3. ↑  «Самарская область. Крупные города». samaraobl.ru. 11 de junho de 2015. Consultado em 13 de junho de 2015
4. ↑  «Сама Самара». sama-samara.ru. 5 de fevereiro de 2012